# Torre Spaccata

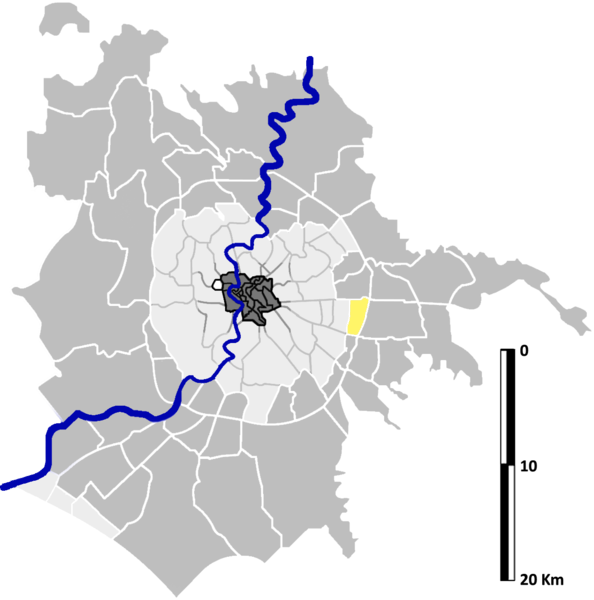
Lage von Torre Spaccata in Rom

Torre Spaccata bezeichnet die 12. Zone, abgekürzt als Z.XII, der italienischen Hauptstadt Rom. Im Gegensatz zu den Rioni, Quartieri und Suburbi sind es die ländlicheren Gebiete von Rom. Sie gehört zu den Municipi V und VI und zählt 13.193 Einwohner (2016). Sie befindet sich im Osten der Stadt innerhalb der römischen Ringautobahn A90 und hat eine Fläche von 4,8826 km².
Die Zona urbanistica 8A befindet sich im Quartier Don Bosco.
Der gleichnamige Turm befindet sich in der Gegend des Torre Maura. Es handelt sich um ein Ziegelturm aus dem 9. oder 10. Jahrhundert.

## Geschichte
Torre Spaccata wurde am 13. September 1961 durch Beschluss des Commissario Straordinario gegründet. Damals wurde der Ager Romanus in 59 Zonen geteilt, denen eine römische Zahl zugeteilt und ein Z vorgestellt wurde. Davon wurden sechs an die neugegründete Gemeinde Fiumicino komplett ausgegliedert und drei weitere teilweise.